# Halidon Hill
Halidon Hill is een heuveltop op de grens tussen Engeland en Schotland en is tot 180 m hoog. Halidon Hill ligt ongeveer 3 km ten westen van het centrum van Berwick-upon-Tweed.
Tijdens de Slag bij Halidon Hill in 1333 gebruikte Eduard III van Engeland boogschutters op de top om het Schotse leger onder leiding van Archibald Douglas te verslaan. Sir Walter Scott publiceerde in 1822 zijn toneelstuk Halidon Hill: a dramatic sketch, from Scottish history, waarin de veldslag op deze heuvel centraal staat.

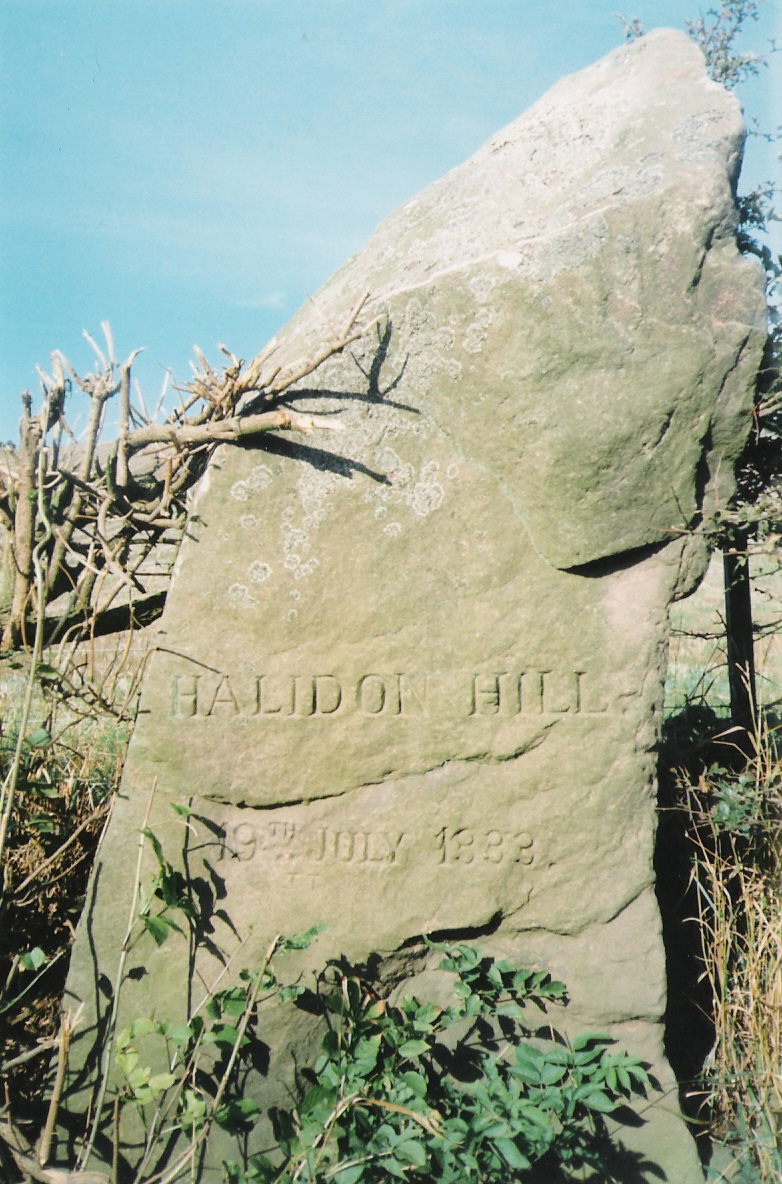
Herdenkingssteen voor de slag van Halidon Hill